# Cratere Tros
Tros è un cratere sulla superficie di Ganimede.